# Рударски басен Колубара
Рударски басен Колубара (пуно име: Привредно друштво за производњу, прераду и транспорт угља Рударски басен Колубара д.о.о. Лазаревац) је рудник угља и топионичарски басен и налази се код Лазаревца, јужно од реке Саве, у сливу река Колубаре и Тамнаве, у Србији. Овај рударски басен садржи велику количину угља који на више места избија на површину. Овај басен, удаљен од Београда 50 km и захвата површину око 600 km². Од 1. јула 2015. године Рударски басен „Колубара“ је огранак у оквиру Јавног предузећа „Елекропривреда Србије“. До 1. јула 2015. године Рударски басен „Колубара“ пословао је у систему „Електропривреде Србије“ као зависно привредно друштво.
У складу са статусним променама предвиђеним Програмом реорганизације „Електропривреде Србије“, на који је Влада Србије дала сагласност 27. новембра 2014. године у матично предузеће Јавно предузеће „Електропривреда Србије“ од 1. јула припојена су привредна друштва за производњу угља и енергије „Хидроелектране Ђердап“, „Дринско-Лимске хидроелектране“, „ЕПС Обновљиви извори“, „Термоелектране Никола Тесла“, „Термоелектране - копови Костолац“, „Панонске Термоелектране - Топлане“ и Рударски басен „Колубара“.
На основу извршених опсежних истражних радова у ФНРЈ после ослобођења, билансне резерве угља се цене око 22 милијарде тона. Од тога на резерве појединих врста угља отпадају следеће количине у % :
- Камени угаљ 1%
- Мрки угаљ 9%
- Лигнит 90%

Учешће НР Србије у билансним резервама угља у тадашњој ФНРЈ је следеће :
- У резервама каменог угља 51% (од укупно 1% )
- У резервама мрког угља 31% (од укупно 9% )
- У резервама лигнита 74% (од укупно 90%)

Највеће резерве лигнита леже на територији НР Србије и то највећим делом концентрисане у 3 велика басена : Косовски, Колубарски и Костолачки.
По величини басена највећи је Косовски угљани басен, а одмах иза њега се налази Колубарски басен. Рударски басен „Колубара” лежи око 50 km југозападно од Београда и протезе се доњим током реке Колубаре од Лајковца до њеног ушћа у Саву. Укупна површина овог басена се процењује на око 1500 km. тј. сматра се да угљене наслаге у овом басену имају наведено пространство. Басен је током реке подељен на два дела: источни и западни. Источни део је скоро потпуно истражен и у овом делу басена налази се скоро 1.0 милијарде тона лигнита, чија се експлоатација врши површинском експлоатацијом. Западни део басена је задњих година интензивно истраживан. У овом делу басена су такође истражене велике наслаге угља које се процењују на око 800 милиона тона. Укупне количине у целом басену процењују се на око 3 милијарде тона. Квалитет лигнита који се експлоатише у овом басену спада у ред ниско квалитетних горива са високим садржајем воде и пепела. Басен је у том смислу и развијен и данас спада у ред највећих произвођача угља у југоисточној Европи, и учествује са око 35% у укупној производњи угља на простору бивше Југославије. Рударски басен „Колубара” се састоји из више погона, и то поље „А“, а затим поље „Б”, три јамска погона, поље „Д“ и Тамнава. Површински копови су врло високо механизовани и сматра се да су најмеханизованији рудници на Балкану. Продуктивност рада на овим коповима је врло висока. Угаљ из ових копова се транспортује железницом. Рударски басен „Колубара” заснива своју перспективу развоја на отварању копова великих капацитета и преради угља на лицу места. Тако је започета експропријација насељеног места Вреоци ради ширења површинског копа поље „Д” који производи око 9,0 милиона тона лигнита годишње.

## Термоелектрана Колубара
Термоелектрана „Колубара” подигнута је на богатим наслагама колубарског угљеног басена. Прва електрана у овом басену подигнута је 1937. године у селу Вреоци, са снагом од 14 MW која је снабдевала далеководима 60 kV Београд и Крагујевац. Њену улогу преузела је термоелектрана која је подигнута у месту Велики Црљени. Изградња електране се одвијала у четири етапе:
- Прва етапа са два турбоагрегата по 32MW пуштена је у погон 1956. године.
- Друга етапа са агрегатом од 65MW пуштена је у погон 1960. године.
- Трећа етапа са још једним агрегатом од 32MW пуштена је у погон у 1961. години.
- Четврта етапа са још једним агрегатом од 110MW пуштена је у погон у 1979. години.

Дневно троши око 4500 тона отпадног угља који се добија током сепарације и сушења. Електрана је везана за систем далековода 110kV. Данас је модерно опремљена, тако да производи око 1,5 милијарде KWh на годишњем нивоу. Њено учешће у производњи електроенергије у Србији је мало, али јако битно јер напаја Рударски басен Колубара, као и битне 110kV далеководе који напајају део Београда, далековод за напајање термоелектране Никола Тесла А, далековод за Аранђеловац.

## Биолошка рекултивација у РБ 'Колубара'
Планом биолошке рекултивације неопходно је рекултивисати 6000 ha. У поступку биолошке рекултивације предвиђено је побољшање квалитета земљишта уношењем органске масе. Планирани трошкови биолошке рекултивације су:
- за 1 ha -> 82.680,00 динара
- за 6000 ha -> 496.080.000,00 динара, односно 6.124.444 EUR.

### До сада урађено
ЈП РБ Колубара је приступила рекултивацији одлагалишта, сагледала постојеће стање површина и предложила мере за њихову поправку, како би се оспособиле за економски оправдану пољопривредну производњу.
На одређеним рекултивисаним површинама су већ засновани експериментални засади воћа и винове лозе. Исто тако су подигнута и два шумска расадника у Барошевцу на површини од 16 ha и Цветовцу на површини од 3 ha са више врста лишћара, четинара и украсног шибља. На одређеним површинама вршено је пошумљавање јавором, храстом, багремом и више врста четинара (аршин, смрча, врба, багрем и др.).
С обзиром да се ради о ново формираном земљишту које је настало као резултат откопавања и експлоатације угља, неопходна је примена одговарајућих група педомелиоративних и агротехничких мера у циљу његовог поновног оспособљавања за биљну производњу.
Вишегодишњим експериментисањем са различитим ратарским културама, воћним и шумским засадима, засадима винове лозе и агротехничким мерама дошло се до полазних основа за рекултивацију овог земљишта-званог депосоли.
На тој основи неопходно је планираним мерама рекултивације прилагодити и сетвену структуру као што су сетва биљака које ће се користити као зеленишно ђубриво (сточни грашак, грахорица, лупина, соја и др.), коришћење стајњака, сетва луцерке и заоравање задњег откоса.
Ту су и друге мере као што су равнање терена, попуњавање микродепресија ораничним слојем земљишта-алувијумом или хумусом као и одговарајуће агротехничке мере.

### Планови за будућност
Мере биолошке рекултивације се остварују у периоду од 2-5 година, у том периоду планира се и пројекција приноса ратарских култура и воћно лозних засада при чему се у првим годинама постижу нижи приноси који ће уз одговарајући тренд раста ићи ка десетој години и достићи максимум који ће се очекивати у тим условима земљишта и климе. За све културе и производње које се планирају гајити на предметном подручју, предложиће се технологија производње која ће обухватити све агротехничке мере од плодореда до бербе и жетве.
Сходно сетвеној структури ратарских култура оствариће се обогаћивање ораничног слоја хумусом и покренути микробиолошки процеси у земљишту. Подизањем воћних засада разноврсних воћних врста, засада винове лозе према захтевима и потребама потрошача овог подручја, тржишта, задовољиле би се потребе и по структури и квалитету воћа.
Такође, све косине при формирању тераса и платоа при техничкој рекултивацији биће пошумљене листопадним и четинарским врстама дрвећа.
На основу планиране(сетве и садње)производње пројектованој производњи, и технологији производње и гајења предложиће се и потребна средства механизације, којима ће моћи успешно да се обаве све агротехничке мере и радови наведених производњи.
У складу са наведеним биће предложена потребна радна снага и кадрови, који су неопходни за успешно спровођење агротехничких и организационих мера у биљној производњи а даће се и потребе репроматеријалу које ће проистећи из сетвене структуре и технологије производње.
Приликом експлоатације угља и одлагања земљишта формирана су у већем броју језера, пресецањем одређених водотокова речица и поточића које их и данас пуне водом, а и акумулирањем воде одређених депресија и раседа које су формиране на одлагалиштима земље.
Седамнаест језераца ће се поред наводњавања користити и за производњу рибе и рибље млађи са укупним уређењем језераца и окружења, саобраћајница и других садржаја, осмислити ловно, спортскорекреативне активности, усмерених ка економски оправданим улагањима и увећаном дохотку.
У остварењу постављених задатака биолошке рекултивације и укупне биљне производње на рекултивисаним површинама земљишта, поред педолошко мелиоративних вредности и квалитета земљишта су и:
1. Земљиште
2. Климатски услови
3. Падавине
4. Ветар.

Рејони у којима се интензивно експлоатишу минералне сировине трпе велике просторне и земљишне промене (у Републици Србији преко 30% деградираног земљишта отпада на површинске копове минералних сировина). Типичан пример овога је ЈП РБ „Колубара“, површински коп лигнита који се простире на сразмерно великој површини пољопривредног земљишта.
Процес враћања земљишта у првобитно стање погодно пољопривредној производњи, врши се рекултивацијом, односно довођењем органске материје (зелене масе) у осиромашени супстрат јаловине.
Током 2007. године у претходно споменутом предузећу постављен је експеримент (у току) на огледној парцели на напуштеном рударском копу. Циљ огледа је долазак до комбинације биљних врста које ће најефикасније допринети рекултивацији затечених земљишних површина, у њиховој трансформацији у природне ресурсе погодне за пољопривредну производњу.

## Геологија басена
Колубарско-тамнавски басен простире се у средњем и доњем току реке Колубаре и њених главних притока: Пештан, Турије и Тамнаве, тако да је оса басена у правцу запад-исток дуга око 55, а север-југ око 15 km. Истражни радови рађени до завршетка Другог светског рата, били су оријентисани на поједине продуктивне делове басена и решавали су само питање геологије и угљоносности појединих концесија, а не басена као целине. Зато се о геологији Колубарско-тамнавског басена до завршетка Другог светског рата знало веома мало. Тек после рата у периоду од 1956. до 1964. године, имајући велике планове у вези са Колубаром, влада Србије је организовала детаљна истраживања басена, која су допринела бољем познавању геолошко-рударских услова Колубарско-тамнавског басена у целини. Захваљујући обимним истражним радовима, отклоњене су многе нејасноће по питању његове генезе, простирања угљеног слоја, слојних прилика и квалитета угља, да би Колубарско-тамнавски басен постао један од три најзначајнија енергетска извора у Србији.
По ободу басена је заступљена сложена и разноврсна геолошка грађа, у којој су заступљене три основне групе стена: матаморфне, седиментне и магматске. Формирање угљоносног хоризонта започето је пред крај доњег, а завршава у горњем понту. У то време владали су у подручју Рудоваца, Великих Црљена, Радљева и Коцељева(а и на ширим просторима), идеални услови за стварање биљног материјала који је обезбедио дебеле наслаге угља.
Подину изграђују у источном делу песковите глине и глине, док је у централном делу басена подина изразито песковита. Повлата је изграђена од глина, пескова и слоја дијатомејске земље, који је наглашено присутан у источном пољу Б.

## Рударске активности
Да у Колубари има угља знало се још 1875. Иако се у то време за угаљ нико није интересовао, ипак изгледа да је у Колубари крајем деведесетих година 19. века ипак нешто рађено. У околини Уба, у селу Тврдојевцу, био је отворен и радио рудник који је вероватно угљем снабдевао неки парни млин у околини. У рударској управи у Београду, први већи рударски истражни радови у Колубари регистровани су 1907. године. Године 1908. истражни радови започињу на више места: у с. Црљенима, затим поред железничке пруге Лазаревац-Аранђеловац, у селу Барошевцу, и код Лазаревца у селу Шопићу.
До пред Први светски рат (1913) о угљу у Колубари као целини нема неких опширнијих, осим појединачних извештаја о локалним истражним радњама или започетим радовима на експлоатацији. Ни после Првог светског рата у Колубари се не ради много више него раније, јер је геолошко познавање басена веома оскудно, познате су само појаве угља од пре рата.
Године 1923. издата су три истражна права: за рудна поља у Барошевцу, Црљенима и Пркосава-Рудовци. Године 1937. овим истражним правима придружује се и акционарско друштво Карбо-Макиш. Година 1938. гаси се истражно право за поље Барошевац, тако да до Другог светског рата у Колубари остају само три повластице. Посебан значај за развијање рударства у Колубари имало је подизање термоелектране у Вреоцима, интересовање за угаљ у Колубари је нагло порасло, тако да је за експлоатацију угља у оквиру овог лежишта почело да се интересује и финансијски најјаче друштво са домаћим капиталом, Југочелник, које је финансирало лабораторијска и полуиндустријска истраживања, са задатком да се из наших лигнита произведе кокс погодна за металургију гвожђа. Пред сам почетак Другог светског рата Немачка фирма израдила је пројекат по ком је у Колубари требало изградити термоелектрану и хемијска постројења, која су поред кокса и полукокса, требало да производе још бензол, уље за дизел моторе, смолу и гас. Колубарски басен бележи значајни напредак тек после Другог светског рата, на шта је утицала одлука да се у Колубарском басену пређе са подземне на површинску експлоатацију у оним деловима лежишта у којима угљени слојеви леже плитко испод површине.

## Производња угља на четири копа
Привредна активност Рударског басена „Колубара” заснива се на резервама лигнита у Колубарском угљеном басену који се налази 60 km југозападно од [Београд]а и простире се на површини од готово 600 km². Седиште „Колубаре” налази се у Лазаревцу. Угаљ се откопава на четири површинска копа Пољу „Б”, Пољу „Д”, „Тамнава-Западном пољу” и површинском копу „Велики Црљени”. У процесу рада, ова четири копа, која се простиру на површини од око 80 km², на подручју општина Лазаревац, Лајковац и Уб, чине једну технолошку и производну целину. Годишње се у РБ „Колубара” производи око 30 милиона тона угља и око 70 милиона кубика откривке. За индустрију и широку потрошњу годишње се испоручи око 1,2 милиона тона лигнита.
Рударски басен „Колубара” је огранак у систему ЈП „Електропривреда Србије". Ископано више од милијарду тона колубарског лигнита. РБ "Колубара је највећи произвођач угља у "Електропривреди Србије". Око 52% укупне електричне енергије у Србији годишње се произведе на бази колубарског лигнита.
У Колубарском угљеном басену угаљ се експлоатише од 1896. године, најпре у јамама, а од почетка педесетих година прошлог века и на површинским коповима. Служба за производњу не поседује званичне податке о производњи угља до 1946. године. У јамској експлоатацији од 1946. до 1974. године произведено је 12,6 милиона тона.
Од 1946. године до данас, у јамским рудницима и на површинским коповима је произведено укупно 1,023 милијарде тона лигнита. Од 1950. године, када је почело отварање првог површинског угљенокопа до сада, откопано је и одложено скоро 2,2 милијарде метара кубних откривке.

### Први корак у производњи струје
У огранку „Површински копови Барошевац” непосредно се обавља површинска експлоатација лигнита, испитивање терена, специјализовани и грађевински радови, испитивање и експериментални развој у области биологије, одржавање рударске опреме, послови помоћне механизације и транспорта. У Центру за стручне послове обављају се производно-технички, економски, правни, кадровски, општи послови и послови инвестиција. У РБ „Колубара” угаљ се експлоатише на четири површинска копа: Поље „Б”, Поље „Д”, „Тамнава-Западно поље” и „Велики Црљени”. У процесу рада ова четири копа чине једну технолошку и производну целину.
На површинским коповима РБ „Колубара” угаљ копају роторни багери. Да би се дошло до угљених слојева, неопходно је најпре откопати откривку, која се откопава и одлаже модерним БТО (багер-трака-одлагач) системима. Угаљ који откопа багер, системом трака се транспортује у погоне за прераду, а потом се индустријском пругом испоручује термоелектранама „Никола Тесла” у Обреновцу, „Колубара” у Великим Црљенима и „Морава” у Свилајнцу.
Поље „Б” је најстарији активни коп колубарског угљеног басена. Угаљ се системом трачних транспортера допрема до утоварног места, где се утовара у вагоне, а даље се транспортује до погона за прераду у Вреоцима. Угљеним системом повезаним тракама са Пољем „Д”, транспортује се угаљ за III фазу Суве сепарације и даље за Обреновац. Откривка се системом трака транспортује до спољашњег одлагалишта.
Од почетка рада, од 1952. године, до краја 2014. године на овом копу је ископано 90,3 милиона тона угља и 217,2 милиона кубика откривке.
На површинском копу Поље „Д” производња се одвија на два угљена и шест јаловинских система. Један угљени систем (БТУ – багер, трака, утовар) ради у централној зони копа, док други (БТС – багер, трака, сепарација) угаљ откопава на југозападној косини овог копа. Највеће количине откопаног лигнита се железницом транспортују до термоелектрана „Никола Тесла” у Обреновцу и „Морава” у Свилајнцу. У годинама највеће производње на овом копу откопавано је више од 15 милиона тона угља.
На Пољу „Д” је од 1961. године до краја 2014. године откопано око 503,2 милиона тона лигнита и више од 1,37 милијарди кубика јаловине.

### Мисија и визија
Мисија Електропривреде Србије је сигурно снабдевање купаца електричном енергијом, под тржишно најповољнијим условима, уз стално подизање квалитета услуга, унапређење бриге о животној средини и увећање добробити заједнице. Визија Електропривреде Србије је да буде друштвено одговорна, тржишно оријентисана и профитабилна компанија, конкурентна на европском тржишту и са значајним утицајем у региону, препозната као поуздан партнер домаћим и међународним компанијама.

### Радљево
Рудник лигнита Радљево налазио се у атару истоименог села, по коме је добио и име. Први обимнији истражно-експлоатациони радови завршени су тридесетих година 20. века. Повластица за овај терен издата је 1938. године инж. Станоју Путнику, али се иста 1938. води као неадекватна. Пред Други светски рад рудник је радио и произвео нешто више од 14000 тона угља. Угаљ је до потрошача превожен железницом, преко утоварне станице у Бргулама.

### Шопићи (Лазаревац)
Овај рудник се у литератури спомиње и као Шопићи и као Лазаревац. Налазио се у селу Шопићима поред Лазаревца на падини брда, између железничке станице и цркве. Први истражни радови регистровани су од стране рударских власти 1910. године, а извођени су на основу простог права истраживања. Рад у руднику је често прекидан, тако да су паузе - време када рудник није радио, биле знатно дуже од радних периода. Као и сви мали рудници, и овај рудник био је најактивнији и најпродуктивнији за време рата. Године 1943. из јаме је извезено преко 8000 тона угља. Рад у руднику је због нерентабилности обустављен, а рудник затворен.

### Велики црљени
Рудник лигнита Велики црљени лоциран је на територији истоименог села. То је најстарији рудник са десне стране Колубаре. Истражни радови започети су простим правом истраживања 1907. године, а 1909. године, дотадашње просто истражно право, проширено је на искључиво право и односило се на терене у атарима села Црљени и Вреоци. Јама ради до доношења одлуке о стварању рудника са подземном експлоатацијом и преласка са подземне на површинску експлоатацију угља у целом Колубарском басену.
Годишња производња угља у колубарско-тамнавским рудницима
| Година | Црљени | Шопић | Радљево |
| ------ | ------ | ----- | ------- |
| 1940   | -      | -     | 8835    |
| 1941   | -      | 1046  | 2332    |
| 1942   | 5733   | 1252  | 9539    |
| 1943   | 11257  | 8450  | 9582    |
| 1944   | 9041   | 5793  | 4882    |
| 1945   | -      | -     | -       |